# Maria Barbella
Maria Barbella (Ferrandina, 24 ottobre 1868 – 24 marzo 1950) è stata un'assassina italiana.
Erroneamente nota al tempo come Maria Barberi, nel 1895 fu la seconda donna negli Stati Uniti ad essere condannata alla sedia elettrica perché accusata di aver ucciso il suo amante. La sentenza fu annullata nel 1896 e l'imputata rimessa in libertà.

## Biografia

### Inizi
Nacque a Ferrandina, provincia di Matera, in una famiglia povera. Sua madre Filomena aveva perso quattro figli in età neonatale. Il padre Michele, oltre a lavorare la terra, cercava di sostenere la numerosa famiglia con il suo lavoro di sarto - un mestiere che aveva insegnato a Maria - che però non bastava a sopravvivere. Così nel 1892, in cerca di un maggiore benessere, Michele decise di raggiungere insieme alla moglie, alla figlia Maria di 24 anni e agli altri quattro figli: Antonia, Carlo, Giovanni e Carmela, il figlio Giuseppe precedentemente emigrato negli Stati Uniti. La famiglia si stabilì a Mulberry Bend, una zona nel quartiere Five Points di Manhattan, New York. Maria trovò lavoro a cottimo in una fabbrica di mantelli a Broadway e cucendo anche la notte in casa, riusciva a guadagnare 8 dollari a settimana.

### Incontro con Domenico Cataldo
Quando si recava al lavoro Maria ogni giorno passava davanti al banchetto da lustrascarpe di Domenico Cataldo, anch'egli di origini lucane, che le rivolgeva sempre dei complimenti. Le sue parole fecero breccia nell'animo della giovane donna che nel novembre del 1893 aveva risposto alle sue profferte d'amore e alla promessa di matrimonio. Una promessa che Domenico in realtà non voleva e non poteva mantenere poiché aveva già moglie e figli che aveva lasciato in Italia. I divieti della famiglia di continuare a frequentare quell'uomo che non si voleva presentare in casa dai genitori fecero interrompere la relazione che riprese due anni dopo quando Maria, lasciata la famiglia, andò a convivere con Domenico. La relazione si rivelò ben presto travagliata essendo Maria assoggettata al suo volere e vittima di violenza domestica. In uno dei loro primi rapporti, Domenico le fece bere un drink con della droga e, approfittando del suo stato di incoscienza, la stuprò. Maria era vergine al momento di quel rapporto. Tuttavia, il tradizionale codice d'onore dell'Italia meridionale era profondamente radicato in Maria. Sapeva che lei e la sua famiglia sarebbero stati messi alla gogna pubblica nella comunità italo-americana se Domenico l'avesse lasciata nubile.
La mattina del 26 aprile 1895 Maria, ormai cacciata di casa dal padre, per convincere Domenico a sposarla era andata assieme alla madre ad affrontarlo. L'uomo, dopo uno dei consueti litigi, si era recato al solito bar a giocare a carte. Domenico, irridendo la richiesta di matrimonio, disse che Maria non aveva l'abito adatto per le nozze e che occorrevano 200 dollari per la cerimonia. La madre replicò che non avevano quel denaro e allora Domenico offese Maria dicendo: «Only a pig would marry you!» («Solo un porco può sposarti») Al che Maria, preso un rasoio che nascondeva sotto lo scialle, gli si avventò addosso tagliandogli la gola, fino a ucciderlo.

### Processo

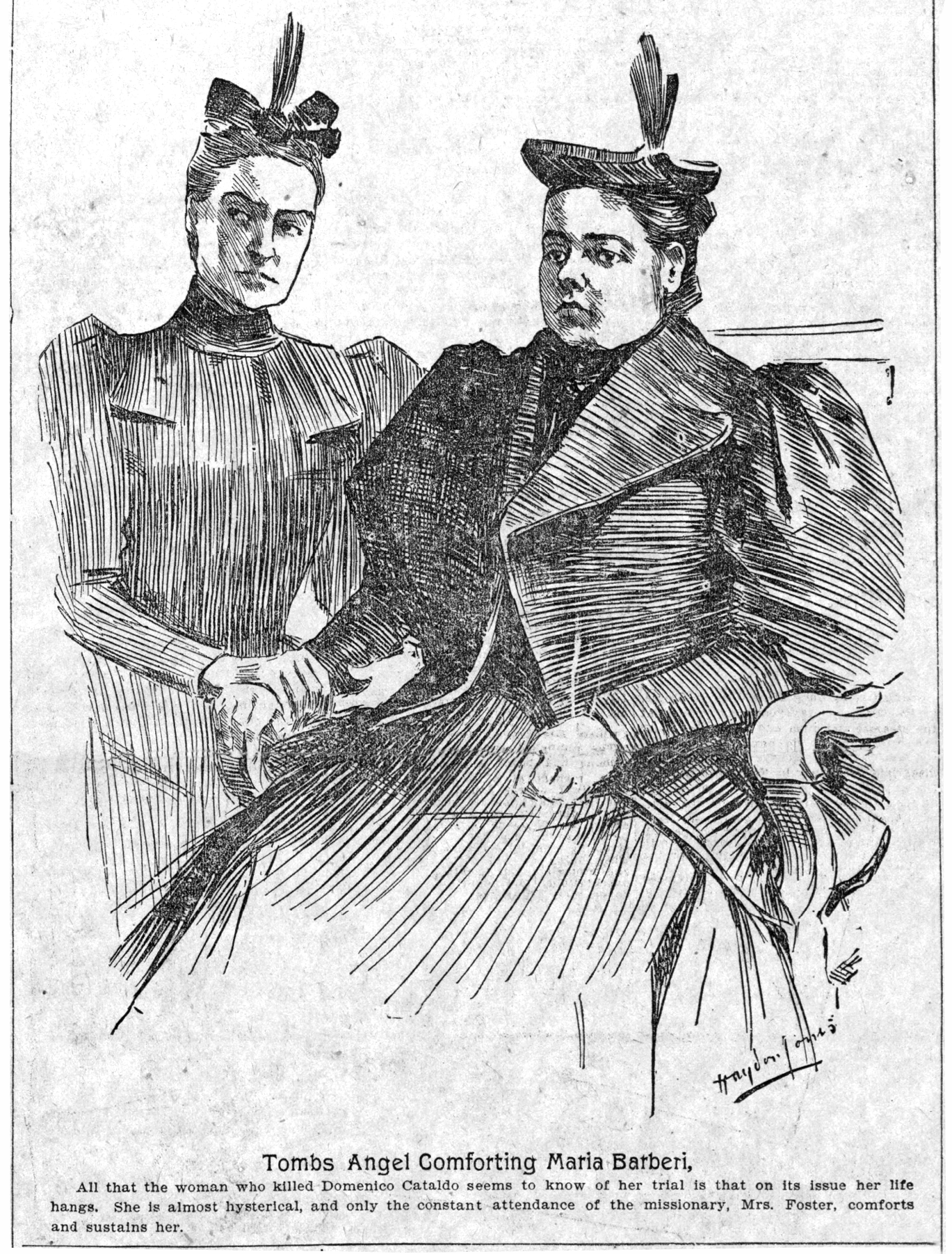
Illustrazione di Maria Barbella (destra) con l'attivista Rebecca Salomè Foster durante il secondo processo nel 1896.

Maria Barbella fu arrestata e imprigionata nel carcere Le Tombs di New York dove trovò la simpatia e l'aiuto di Rebecca Salomè Foster che si dedicava all'assistenza dei detenuti. Apertosi il processo l'11 luglio 1895, le difficoltà di linguaggio, che erano tali che la giuria, dove non era nessun italiano, aveva difficoltà a seguire le traduzioni dell'interprete, che parlava un inglese elementare, e la debole difesa ad opera degli avvocati d'ufficio, portarono, 5 giorni dopo, alla condanna per la seconda volta alla sedia elettrica di una donna (la prima fu Lizzie Halliday, rea di aver ucciso quattro persone, che passò il resto della sua vita in un ospedale psichiatrico).
Il Brooklyn Daily Eagle così motivava la sentenza di condanna:
La contessa Cora Slocomb di Brazzà, ricca americana sposata con un nobile friulano, si interessò subito al caso di Maria Barbella poiché vi vedeva un esempio di discriminazione nei confronti degli emigrati italiani. La contessa seguì fin dall'inizio il corso del processo e dopo la condanna iniziò una vasta campagna per la revisione mobilitando influenti personaggi newyorkesi suoi amici. La stampa appoggiò la sua battaglia e alla fine venne aperto un nuovo processo che si concluse il 10 dicembre 1896 con una sentenza di non colpevolezza motivata dall'incapacità di intendere e di volere al momento dell'omicidio.

### Dopo il processo
Rimessa in libertà, tornò a far parlare di sè quando salvò una vicina di casa che prese accidentalmente fuoco, spegnendo le fiamme con una coperta. Il 4 novembre 1897 si sposò con l'emigrante Francesco Paolo Bruno di Ferrandina da cui ebbe nel 1899 un figlio, Frederick. Della restante vita di Maria si sa soltanto che nel 1902 la donna era tornata a vivere nella casa dei genitori. Nel 1940 visse con il nome Mary di Chiara assieme al secondo marito Ernesto presso Pike Street, Manhattan. Morì il 24 marzo 1950 ed è sepolta all'Old Calvary Cemetery.

## Nella cultura di massa
Le vicende di Maria Barbella sono narrate nel documentario Donne mortali (stagione 11, episodio 2).